# High School Musical 3: Senior Year (album)
High School Musical 3: Senior Year är soundtracket till filmen High School Musical 3: Senior Year. 
Soundtracket till filmen beräknas att släppas den 22 oktober 2008 i Sverige. Disney har redan premiärspelat två av låtarna på Radio Disney i USA och dessa är "Now Or Never" och "I Want It All", fredagen 26 september ska även en tredje låt premiärspelas: "A Night To Remember. På Itunes har även låtarna "Can I Have This Dance?" och "Just Getting Started" släppts, och två till ska släppas, "A Night To Remember" (30 september) och "Right Here, Right Now" (14 oktober).
Detta är den officiella amerikanska låtlistan:
| Nr | Låt-titel                           | Artist(er)                                                                                      |
| -- | ----------------------------------- | ----------------------------------------------------------------------------------------------- |
| 1  | "Now or Never"                      | Cast                                                                                            |
| 2  | "Right Here, Right Now"             | Zac Efron & Vanessa Hudgens                                                                     |
| 3  | "I Want It All"                     | Ashley Tisdale & Lucas Grabeel                                                                  |
| 4  | "Can I Have This Dance"             | Zac Efron & Vanessa Hudgens                                                                     |
| 5  | "Just Wanna Be With You"            | Lucas Grabeel, Olesya Rulin, Zac Efron & Vanessa Hudgens                                        |
| 6  | "A Night to Remember"               | Cast                                                                                            |
| 7  | "The Boys Are Back"                 | Zac Efron & Corbin Bleu                                                                         |
| 8  | "Walk Away"                         | Vanessa Hudgens                                                                                 |
| 9  | "Scream"                            | Zac Efron                                                                                       |
| 10 | "Senior Year Spring Musical Medley" | Cast                                                                                            |
|    |                                     |                                                                                                 |
|    | "Last Chance"                       | Lucas Grabeel & Olesya Rulin                                                                    |
|    | "Now or Never (Reprise)"            | Cast                                                                                            |
|    | "I Want It All (Reprise)"           | Lucas Grabeel                                                                                   |
|    | "Just Wanna Be With You (Reprise)"  | Ashley Tisdale, Matt Prokop, Zac Efron & Vanessa Hudgens                                        |
|    | "A Night to Remember (Reprise)"     | Ashley Tisdale & Jemma McKenzie-Brown                                                           |
|    |                                     |                                                                                                 |
| 11 | "We're All in This Together"        | Cast                                                                                            |
| 12 | "High School Musical"               | Cast                                                                                            |
| 13 | "Just Getting Started"              | Stan Carrizosa, vinnaren av reality-serien/talangjakten High School Musical: Get in the Picture |
| 14 | "Last Chance"                       | Cast                                                                                            |

Detta är den officiella europeiska versionen:
| Nr | Låt-titel                                         | Artist(er)                                               |
| -- | ------------------------------------------------- | -------------------------------------------------------- |
| 1  | "Now or Never"                                    | Cast                                                     |
| 2  | "Right Here, Right Now"                           | Zac Efron & Vanessa Hudgens                              |
| 3  | "I Want It All"                                   | Ashley Tisdale & Lucas Grabeel                           |
| 4  | "Can I Have This Dance"                           | Zac Efron & Vanessa Hudgens                              |
| 5  | "A Night to Remember"                             | Cast                                                     |
| 6  | "Just Wanna Be With You"                          | Lucas Grabeel, Olesya Rulin, Zac Efron & Vanessa Hudgens |
| 7  | "The Boys Are Back"                               | Zac Efron & Corbin Bleu                                  |
| 8  | "Walk Away"                                       | Vanessa Hudgens                                          |
| 9  | "Scream"                                          | Zac Efron                                                |
| 10 | "Senior Year Spring Musical Medley"               | Cast                                                     |
|    |                                                   |                                                          |
|    | "Last Chance"                                     | Lucas Grabeel & Olesya Rulin                             |
|    | "Now or Never (Reprise)"                          | Cast                                                     |
|    | "I Want It All (Reprise)"                         | Lucas Grabeel                                            |
|    | "Just Wanna Be With You (Reprise)"                | Ashley Tisdale, Matt Prokop, Zac Efron & Vanessa Hudgens |
|    | "A Night to Remember (Reprise)"                   | Ashley Tisdale & Jemma McKenzie-Brown                    |
|    |                                                   |                                                          |
| 11 | "We're All in This Together (Graduation Version)" | Cast                                                     |
| 12 | "High School Musical"                             | Cast                                                     |
| 13 | "The Boys Are Back" (Bonusspår)                   | US5                                                      |

Detta är den officiella skandinaviska versionen:
| Nr | Låt-titel                                         | Artist(er)                                               |
| -- | ------------------------------------------------- | -------------------------------------------------------- |
| 1  | "Now or Never"                                    | Cast                                                     |
| 2  | "Right Here, Right Now"                           | Zac Efron & Vanessa Hudgens                              |
| 3  | "I Want It All"                                   | Ashley Tisdale & Lucas Grabeel                           |
| 4  | "Can I Have This Dance"                           | Zac Efron & Vanessa Hudgens                              |
| 5  | "A Night to Remember"                             | Cast                                                     |
| 6  | "Just Wanna Be With You"                          | Lucas Grabeel, Olesya Rulin, Zac Efron & Vanessa Hudgens |
| 7  | "The Boys Are Back"                               | Zac Efron & Corbin Bleu                                  |
| 8  | "Walk Away"                                       | Vanessa Hudgens                                          |
| 9  | "Scream"                                          | Zac Efron                                                |
| 10 | "Senior Year Spring Musical Medley"               | Cast                                                     |
|    |                                                   |                                                          |
|    | "Last Chance"                                     | Lucas Grabeel & Olesya Rulin                             |
|    | "Now or Never (Reprise)"                          | Cast                                                     |
|    | "I Want It All (Reprise)"                         | Lucas Grabeel                                            |
|    | "Just Wanna Be With You (Reprise)"                | Ashley Tisdale, Matt Prokop, Zac Efron & Vanessa Hudgens |
|    | "A Night to Remember (Reprise)"                   | Ashley Tisdale & Jemma McKenzie-Brown                    |
|    |                                                   |                                                          |
| 11 | "We're All in This Together (Graduation Version)" | Cast                                                     |
| 12 | "High School Musical"                             | Cast                                                     |
| 13 | "Just Nu, Just Här" (Bonusspår)                   | Molly Sandén & Brandur                                   |
| 14 | "Lige Her Og Nu" (Bonusspår)                      | Simon Mathew & Rebecka Mathew                            |
| 15 | "The Boys Are Back" (Bonusspår)                   | US5                                                      |